# Puista
Puista es una aldea situada en el municipio de Setomaa, en el condado de Võru, Estonia. Tiene una población estimada, en 2021, de menos de 4 habitantes.
Está ubicada al este del condado, cerca de la orilla sudoccidental del  lago Peipus y de la frontera con Rusia.